# العلاقات اليابانية العمانية
العلاقات اليابانية العمانية هي العلاقات الثنائية التي تجمع بين اليابان وسلطنة عمان.

## مقارنة بين البلدين
هذه مقارنة عامة ومرجعية للدولتين:
| وجه المقارنة                                              | اليابان         | سلطنة عمان    |
| --------------------------------------------------------- | --------------- | ------------- |
| المساحة (كم2)                                             | 377.97 ألف      | 309.50 ألف    |
| عدد السكان (نسمة)                                         | 126.79 مليون    | 4.64 مليون    |
| الكثافة السكانية (ن./كم²)                                 | 335.45          | 14.99         |
| العاصمة                                                   | طوكيو           | مسقط          |
| اللغة الرسمية                                             | اللغة اليابانية | اللغة العربية |
| العملة                                                    | ين ياباني       | ريال عماني    |
| الناتج المحلي الإجمالي (بليون دولار)                      | 4.87 تريليون    | 72.64 مليار   |
| الناتج المحلي الإجمالي (تعادل القوة الشرائية) بليون دولار | 5.18 تريليون    | 179.49 مليار  |
| الناتج المحلي الإجمالي الاسمي للفرد دولار أمريكي          | 34.52 ألف       | 15.55 ألف     |
| الناتج المحلي الإجمالي للفرد دولار أمريكي                 | 36.62 ألف       | 38.63 ألف     |
| مؤشر التنمية البشرية                                      | 0.903           | 0.793         |
| رمز المكالمات الدولي                                      | +81             | +968          |
| رمز الإنترنت                                              | .jp             | عمان          |
| المنطقة الزمنية                                           | توقيت اليابان   | ت ع م+04:00   |

## منظمات دولية مشتركة
يشترك البلدان في عضوية مجموعة من المنظمات الدولية، منها:
| علم المنظمة | اسم المنظمة                               | تاريخ انضمام اليابان | تاريخ انضمام سلطنة عمان |
| ----------- | ----------------------------------------- | -------------------- | ----------------------- |
|             | يونسكو                                    | 2 يوليو 1951         | 10 فبراير 1972          |
|             | الفريق المعني برصد الأرض                  | ?                    | ?                       |
|             | مؤسسة التمويل الدولية                     | 20 يوليو 1956        | 1973                    |
|             | المركز الدولي لتسوية المنازعات الاستشارية | 16 سبتمبر 1967       | 1995                    |
|             | منظمة حظر الأسلحة الكيميائية              | ?                    | ?                       |
|             | مؤسسة التنمية الدولية                     | 27 ديسمبر 1960       | 1973                    |
|             | منظمة التجارة العالمية                    | ?                    | 2000                    |
|             | وكالة ضمان الاستثمار متعدد الأطراف        | 12 أبريل 1988        | 1989                    |
|             | الاتحاد البريدي العالمي                   | ?                    | ?                       |
|             | الاتحاد الدولي للاتصالات                  | 29 يناير 1879        | 28 أبريل 1972           |
|             | منظمة الشرطة الجنائية الدولية             | ?                    | ?                       |
|             | الأمم المتحدة                             | 18 ديسمبر 1956       | 7 أكتوبر 1971           |
|             | البنك الدولي للإنشاء والتعمير             | 13 أغسطس 1952        | 1971                    |
|             | المنظمة الهيدروغرافية الدولية             | ?                    | ?                       |

## وصلات خارجية
- موقع وزارة الخارجية اليابانية
- موقع وزارة الخارجية العمانية